# Tecklenburger Land
Tecklenburger Land er en region i landskabet Westfalen i det nordvestlige Tyskland. Politisk er det i dag en del af Kreis Steinfurt i Regierungsbezirk Münster, mens det både geografisk og historisk er et eget område. Området er sammenfaldende med den tidligere Kreis Tecklenburg (1816-1974). Historisk har det sin oprindelse i grevskabet Tecklenburg, såvel som overgrevskabet Lingen og en lille del af Fyrstbispedømmet Münster.
Området er opkaldt efter byen Tecklenburg, med baggrund i dens rolle som en tidligere forvaltningsenhed i de forgangne århundrede. På baggrund af de store politiske, historiske og religiøse forskelle i Münsterland er den regionale bevidsthed specielt udpræget i Tecklenburger Land, og benævnelsen "en Tecklenburger" bruges gerne om stedets beboere.

## Galleri
- Westerfelder Bergehalde i Ibbenbüren
- Bevergerner Aa i Bevergern
- Aussichtsplatz Schöne Aussicht i Riesenbeck
- Klippeformationen Hockendes Weib i Ibbenbüren
- Sloopsteine

52°13′08″N 7°48′31″Ø / 52.219021°N 7.808597°Ø